# Kostel svatého Josefa (Vaňov)
Římskokatolický filiální kostel svatého Josefa je sakrální stavba ve stylu architektonického tradicionalismu, stojící ve Vaňově, části statutárního města Ústí nad Labem. Patří do farnosti-arciděkanství Ústí nad Labem.

## Historie
Původně stála ve Vaňově kaple, kterou si podle pověsti postavili místní obyvatelé z vlastních peněz. V roce 1939 zde byl vystavěn kostelík, zasvěcený svatému Josefovi, jehož výstavbu financoval ústecký podnikatel Georg Schicht. Pravidelné bohoslužby bývaly v kostele až do 60. let 20. století. V roce 1992 byl kostel opraven.

## Architektura
Kostel je tradicionalistická jednolodní obdélná stavba s mělkým užším presbytářem. Jižnímu průčelí je představena předsíň s otevřenou gotizující arkádou, nad níž stojí v ose průčelí nízká věž. Gozizující závěry mají také okna v lodi a presbytáři. K severozápadnímu nároží stavby přiléhá sakristie.